# Hommerich (Hennef)
Hommerich ist ein Ortsteil der Stadt Hennef (Sieg) im Rhein-Sieg-Kreis in Nordrhein-Westfalen.

## Lage
Der Hof liegt in einer Höhe von 164 Metern über N.N. auf den Hängen des Westerwaldes, aber noch im Naturpark Bergisches Land. Nachbarorte sind Hofen im Südosten und Söven im Nordwesten.

## Geschichte
1910 gab es in Hommerich die Haushalte Landwirt Josef Emonts und Ackerer Theodor Klasen.
Bis 1934 gehörte Hommerich zur Gemeinde Geistingen.